# Biały zamek

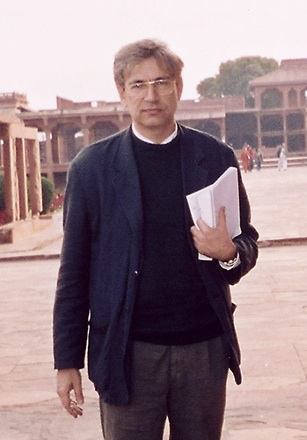
Orhan Pamuk

Biały zamek – powieść Pamuka z 1985 roku. Dedykowana Nilgün Darvinoğlu (1961–1980), – siostrze bohatera poprzedniej powieści Pamuka, zatytułowanej Dom ciszy.

## Treść
XVII wiek. Młody Wenecjanin, schwytany przez piratów i sprzedany na targu niewolników, trafia pod dach stambulskiego uczonego. Szybko okazuje się, że zdumiewająco podobni fizycznie pan i niewolnik mają także wspólne pasje i zainteresowania. Na prośbę Hodży, przekonanego o wyższości europejskiego wykształcenia, Wenecjanin opowiada mu o zachodniej sztuce, nauce i technologii. Role mistrza i ucznia nieraz się jednak odwracają, a wiedza obu zostaje wykorzystana przez sułtana podczas wojny z Polską.